# 西朱実
西 朱実（にし あけみ、1930年6月13日 - ）は、日本の女優である。本名は西野 潤子（にしの じゅんこ）、西 朱美（読み同）と誤記されることがある。連続テレビ映画『太陽にほえろ!』の刑事「長さん」（下川辰平）の妻「野崎康江」役でのセミレギュラー出演で知られる。

## 人物・来歴

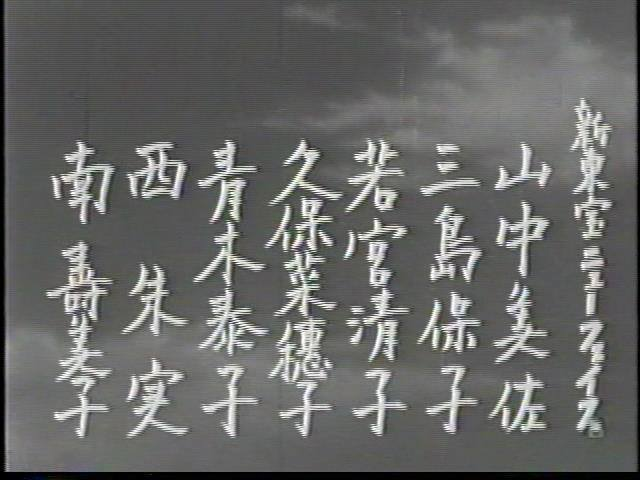
『恋の應援團長』（1952年）のカットタイトル。「新東宝ニューフェイス」としての顔見世出演であった。

『太陽娘と社長族』（1952年）公開時のポスター。西の名が確認できる。

東京都目黒区出身、順心高等女学校・文化服装学院裁断科卒業。宇治みさ子（デビュー当時は山中美佐、1932年 - 2012年）、久保菜穂子（1932年 - ）、南寿美子（1931年 - ）と同期入社である。
1952年（昭和27年）、新東宝に入社、記録に残るもっとも古い出演記録は、同年6月19日に公開された小林桂樹主演の映画『恋の應援團長』である。同作は井上梅次の第1回監督作品であり、西は、山中美佐、三島保子、若宮清子、久保菜穂子、青木泰子、南寿美子とともに「新東宝ニューフェイス」として、スクリーンに登場した。端役からスタートしており、同社在籍中の1956年（昭和31年）12月13日 - 1957年（昭和32年）3月6日にKRテレビ（現在のTBSテレビ）で放映されたテレビ映画『遊星人M』にも出演している。この当時は、新東宝撮影所（現在の東京メディアシティ）に近い世田谷区宇奈根町に住んでいた。1961年（昭和36年）8月31日、新東宝は倒産、製作部門は同年11月15日に切り離されて、ニッポン・アートフィルム・カンパニー（NAC）になったが、翌1962年（昭和37年）2月11日に日活が配給して公開された『俺が裁くんだ』（監督橋田寿久年）、同年6月3日に大映が配給して公開された『悲しみはいつも母に』（監督中川信夫）といった、新東宝最末期の製作物にも出演した記録が残っている。
同年に放映を開始した宣弘社プロダクション製作のタケダアワー枠の連続テレビ映画『隠密剣士』にも、同年10月28日 - 同年11月18日に放映された第4話 - 第7話（監督船床定男、脚本加藤泰・伊上勝）にアイヌ人「クララ」役でレギュラー出演した。その後1年半ほどの出演歴が不明であるが、1964年（昭和39年）6月に公開された成人映画『女狼』（監督小林悟）に出演、以降、独立系各社の作品に出演した。『日本映画発達史』の田中純一郎は、同書のなかで黎明期の成人映画界のおもな出演者として、扇町京子、橘桂子、城山路子（光岡早苗と同一人物）、内田高子、香取環、新高恵子、松井康子、朝日陽子、火鳥こずえ、華村明子、森美沙、湯川美沙、光岡早苗、路加奈子、有川二郎、里見孝二、川部修詩、佐伯秀男とともに、西の名を挙げている。西が独立系成人映画に出演したのは2年に満たない期間であり、現在、上映用プリントが残っていることが確認できる作品は、内田高子の主演作『人妻の予定日』（監督向井寛）のみである。『挑まれた女』（監督宮口圭、1964年）、『処女の反撥』（監督倉本一夫、1965年）、『番頭お色け日記』（監督藤田尚、1966年）がおもな主演作である。
1967年（昭和42年）にはすでに成人映画の世界を去り、同年1月18日に放映された児童向け特撮テレビ映画『快獣ブースカ』の第11話『ブー横丁の学習塾』（監督竹前重吉）に出演し、主人公の友人の母親役を演じている。以降、映画会社が製作する連続テレビ映画に多くゲスト出演した。なかでも、1972年（昭和47年）に放映が開始された『太陽にほえろ!』では、レギュラー陣の下川辰平（1928年 - 2004年）演じる「長さん」の妻、「野崎康江」役を得て、同年12月15日放映の第22回『刑事の娘』（監督山本迪夫）以降、1980年代までセミレギュラー出演を続けるに至る。『太陽にほえろ!』では、1977年（昭和52年）1月21日放映の第235回『刑事の娘が嫁ぐとき』（監督児玉進）、同年4月22日放映の第248回『ウェディングドレス』（監督斎藤光正）で、夫役の下川とともに花嫁・良子（井岡文代）の両親を演じた。野崎家の長男・俊一役を演じたのは石垣恵三郎であった。同作への出演は全28回に及び、1981年（昭和56年）10月16日放映の第479回『怒りのラガー』（監督竹林進）が最後であった。テレビドラマのなかでも、出演作のほとんどすべてがテレビ映画であり、基本的には映画人の人脈のなかで女優人生を送った。1980年（昭和55年）に発行された『日本映画俳優全集・女優編』には、西についての記述が存在しない。
記録に残る最後の出演作品は、日本テレビ放送網とユニオン映画が製作した『事件記者チャボ!』であり、同作は1983年（昭和58年）11月5日 - 1984年（昭和59年）5月5日の期間に放映されたものである。同作以降の出演歴は、テレビ・映画いずれもみられない。同年以降に引退した。『太陽にほえろ!』で夫婦役であった下川は、2004年（平成16年）3月25日に満73歳で死去している。西が存命ならば、2014年（平成26年）現在では82歳前後の高齢である。

## フィルモグラフィ
クレジットはすべて「出演」である。東京国立近代美術館フィルムセンター（NFC）等の所蔵状況についても記す。

### 新東宝の時代
- 『恋の應援團長』 : 監督井上梅次、主演小林桂樹、製作・配給新東宝、1952年6月19日公開 - 出演、85分の上映用プリントをNFCが所蔵[5]
- 『モンテンルパの夜は更けて』 : 監督青柳信雄、主演上原謙・香川京子、製作・配給新東宝、1952年10月9日公開 - 出演、80分の上映用プリントをNFCが所蔵[5]
- 『底抜け青春音頭』 : 監督斎藤寅次郎、製作・配給新東宝、1952年12月18日公開 - 出演・「春惠」役
- 『南十字星は偽らず』 : 監督田中重雄、主演高峰三枝子・若原雅夫、製作・配給新東宝、1953年9月1日公開 - 出演・「ウイニイ」役、92分の上映用プリントをNFCが所蔵[5]
- 『一等マダムと三等旦那』 : 監督小森白、製作・配給新東宝、1954年4月13日公開 - 出演・「女スリ」役
- 『大阪の宿』 : 監督五所平之助、主演佐野周二・乙羽信子、製作・配給新東宝、1954年4月20日公開 - 出演、122分の上映用プリントをNFCが所蔵[5]
- 『娘ごゝろは恥づかしうれし』[9]（『娘ごころは恥づかしうれし』） : 製作金田良平、監督小森白、主演高島忠夫・久保菜穂子、製作今村プロダクション、配給新東宝、1954年8月3日公開 - 出演・「お花」役
- 『皇太子の花嫁』 : 監督小森白、製作・配給新東宝、1955年4月5日公開 - 出演・「ニュースタイル社編輯部員C」役
- 『青春怪談』 : 監督阿部豊、主演上原謙・高峰三枝子、製作・配給新東宝、1955年4月19日公開 - 出演、104分の上映用プリントをNFCが所蔵[5]
- 『アツカマ氏とオヤカマ氏』 : 監督千葉泰樹、主演上原謙・花井蘭子、製作・配給新東宝、1955年7月19日公開 - 出演、85分の上映用プリントをNFCが所蔵[5]
- 『風流交番日記』 : 監督松林宗恵、主演小林桂樹、製作・配給新東宝、1955年11月8日公開 - 出演、91分の上映用プリントをNFCが所蔵[5]
- 『母ふたり』 : 監督野村浩将、主演三益愛子・安西郷子、製作・配給新東宝、1955年12月13日公開 - 出演、75分の上映用プリントをNFCが所蔵[5]
- 『大学の武勇伝』 : 監督佐伯幸三、脚本川内康範、製作・配給新東宝、1956年2月26日公開 - 出演・「女給ユメ子」役
- 『鬼姫競艶録』 : 監督渡辺邦男、主演美空ひばり、製作・配給新東宝、1956年12月18日公開 - 出演・「腰元」役、82分の上映用プリントをNFCが所蔵[5]
- 『遊星人M』 : 監督不明、原作香山滋、主演江川宇礼雄、製作KRテレビ、1956年12月13日 - 1957年3月6日放映（連続テレビ映画・全13回）

- 『日米花嫁花婿入替取替合戦』（『日米花嫁花婿取替合戦』） : 企画柴田万三、監督曲谷守平、助監督土居通芳、主演高島忠夫・日比野恵子、製作・配給新東宝、1957年4月23日公開（映倫番号 10109） - 出演・「女給A」役
- 『「青春万歳」より 源平恋合戦』 : 監督小森白、製作・配給新東宝、1957年6月11日公開（映倫番号 10163） - 出演・「旅館の女中B」役、75分の上映用プリントをNFCが所蔵[5]
- 『妖蛇荘の魔王』 : 製作大蔵貢、企画柴田万三、監督曲谷守平、製作富士映画、配給新東宝、1957年10月22日公開（映倫番号 10395） - 出演・「曲芸の女」役
- 『人形佐七捕物帖 花嫁殺人魔』 : 製作大蔵貢、監督加戸野五郎、主演若山富三郎・日比野恵子、製作・配給新東宝、1957年12月28日公開（映倫番号 10413） - 出演・「船宿女将」役
- 『金語楼の成金王』 : 製作大蔵貢、監督曲谷守平、助監督土居通芳、主演柳家金語楼、製作・配給新東宝、1958年1月3日公開（映倫番号 10387） - 出演・「芸者B」役
- 『女の防波堤』 : 製作大蔵貢、監督小森白、主演小畑絹子、製作・配給新東宝、1958年1月4日公開（映倫番号 10499） - 出演・「サリー」（娼婦[12]）役、87分の上映用プリントをNFCが所蔵[5]
- 『童貞社員とよろめき夫人』 : 監督小森白、主演中山昭二・小畑絹子、製作・配給新東宝、1958年1月18日公開（映倫番号 10393） - 出演・「風呂屋の娘」役
- 『色競べ五人女』 : 製作大蔵貢、企画柴田万三、監督加戸野五郎、主演和田桂之助、製作・配給新東宝、1958年3月9日公開（成人映画・映倫番号 10537） - 出演・「町娘」役
- 『朱桜判官』 : 製作大蔵貢、企画小野沢寛、監督加戸野五郎、製作・配給新東宝、1958年5月11日公開（映倫番号 10634） - 出演・「鈴香」役
- 『太陽娘と社長族』 : 製作大蔵貢、監督小森白、製作富士映画、配給新東宝、1958年5月18日公開（映倫番号 10673） - 出演・「ルミ」役
- 『薔薇と女拳銃王』 : 製作大蔵貢、監督小森白、製作富士映画、配給新東宝、1958年7月6日公開（映倫番号 10707） - 出演・「女給サリー」役
- 『ヌードモデル殺人事件』 : 製作大蔵貢、監督赤坂長義、主演明智十三郎、製作富士映画、配給新東宝、1958年11月1日公開（成人映画・映倫番号 10843） - 出演・「君塚千代」役
- 『警察官出世パトロール』 : 製作大蔵貢、監督小森白、製作富士映画、配給新東宝、1958年11月1日公開（映倫番号 10794） - 出演・「孤児院の保母」役
- 『殺人犯・七つの顔』 : 製作大蔵貢、監督三輪彰、製作・配給新東宝、1959年1月9日公開（映倫番号 10896） - 出演・「看護婦」役
- 『カックン超特急』 : 製作・監督近江俊郎、原作本木荘二郎、主演由利徹・大空真弓、製作・配給新東宝、1959年1月15日公開（映倫番号 11029） - 出演、66分の上映用プリントをNFCが所蔵[5]
- 『続スーパー・ジャイアンツ 毒蛾王国』 : 製作大蔵貢、監督赤坂長義、主演宇津井健、製作富士映画、配給新東宝、1959年4月24日公開（映倫番号 11180） - 出演・「看護婦」役、55分の上映用プリントをNFCが所蔵[5]
- 『暴力娘』 : 製作大蔵貢、監督曲谷守平、製作富士映画、配給新東宝、1959年6月6日公開（映倫番号 11120） - 出演・「料理学校の娘」役
- 『海女の化物屋敷』 : 製作大蔵貢、企画小野沢寛、監督曲谷守平、製作・配給新東宝、1959年7月17日公開（映倫番号 11274） - 出演・「アパートの管理人」役
- 『若君漫遊日本晴れ 善光寺黄金道中』 : 製作大蔵貢、監督加戸野五郎、製作・配給新東宝、1959年9月26日公開（映倫番号 11397） - 出演・「照輪尼」役
- 『偽りの情事』 : 製作大蔵満彦、監督小野田嘉幹、主演和田桂之助・三ツ矢歌子、製作富士映画、配給新東宝、1959年10月8日公開（成人映画・映倫番号 11447） - 出演・「ヌードモデル」役
- 『東海道 弥次喜多珍道中』 : 製作・監督近江俊郎、製作富士映画、配給新東宝、1959年12月27日公開（映倫番号 11520） - 出演・「お静」役
- 『女奴隷船』 : 製作大蔵貢、監督小野田嘉幹、製作・配給新東宝、1960年1月3日公開（映倫番号 11593） - 出演・「女」役
- 『競艶お役者変化』 : 製作大蔵貢、監督加戸野五郎、製作・配給新東宝、1960年1月9日公開（映倫番号 11763） - 出演・「湯女お杉」役
- 『美男買います』 : 製作大蔵満彦、監督曲谷守平、製作富士映画、配給新東宝、1960年2月21日公開（映倫番号 12083） - 出演・「新女性解放同盟クラブ員D」役
- 『女死刑囚の脱獄』 : 製作大蔵貢、監督中川信夫、主演高倉みゆき、製作・配給新東宝、1960年3月13日公開（映倫番号 11780） - 出演[12]
- 『爆発娘罷り通る』 : 製作・監督近江俊郎、製作富士映画、配給新東宝、1960年5月14日公開（映倫番号 11791） - 出演・「化粧品会社販売部長」役
- 『スパイと貞操』 : 製作大蔵貢、企画柴田万三、監督山田達雄、製作・配給新東宝、1960年6月22日公開（映倫番号 11880） - 出演・「山城の女給恵子」役
- 『女獣』 : 製作大蔵貢、監督曲谷守平、主演小畑絹子、製作・配給新東宝、1960年8月19日公開（映倫番号 11810） - 出演・「婦人警官教育主任」役
- 『反逆児』 : 製作大蔵貢、監督小林悟、製作富士映画、配給新東宝、1960年8月26日公開（映倫番号 11913） - 出演・「大島」役
- 『まぼろし探偵 幽霊塔の大魔術団』 : 製作大蔵満彦、監督小林悟、製作富士映画、配給新東宝、1960年12月3日公開（映倫番号 11795） - 出演・「ジャネット」役
- 『凸凹珍道中』 : 製作・監督近江俊郎、主演由利徹・南利明、製作富士映画、配給新東宝、1960年12月27日公開（映倫番号 11778） - 出演、73分の上映用プリントをNFCが所蔵[5]
- 『「粘土のお面」より かあちゃん』 : 企画柴田万三、監督中川信夫、助監督柴田吉太郎、主演伊藤雄之助・望月優子、製作・配給新東宝、1961年3月15日公開（映倫番号 12212） - 出演・「山崎の女房」役、88分の上映用プリントをNFCが所蔵[5]
- 『私は嘘は申しません』（『私は嘘を申しません』） : 製作柴田万三、監督斎藤寅次郎、製作しばたプロダクション、配給新東宝、1961年4月5日公開（映倫番号 12291） - 出演・「柴山夫人」役、81分の上映用プリントをNFCが所蔵[5]
- 『湯の町姉妹』（『湯の街姉妹』） : 監督山田達雄、製作・配給新東宝、1961年5月17日公開（映倫番号 12352） - 出演・「芸者」役
- 『俺が裁くんだ』 : 監督橋田寿久年、製作新東宝、配給日活、1962年2月11日公開（映倫番号 12391） - 出演・「バーの女」役
- 『大笑い次郎長一家 三ン下二挺拳銃』 : 監督斎藤寅次郎、製作TR3プロダクション、配給東宝、1962年5月15日公開（映倫番号 12357） - 出演・「どぶ鼠のお忠」役
- 『悲しみはいつも母に』 : 企画柴田万三、監督中川信夫、主演望月優子・大空真弓、製作新東宝、配給大映、1962年6月3日公開（映倫番号 不明） - 出演・「高山夫人」役
- タケダアワー『隠密剣士』 : 主演大瀬康一、製作宣弘社プロダクション / TBS（連続テレビ映画）
  - 第4話『落日の仇討』 : 監督船床定男、脚本加藤泰・伊上勝、1962年10月28日放映 - 出演・「クララ」役
  - 第5話『鬼菱の砦』 : 監督船床定男、脚本加藤泰・伊上勝、1962年11月4日放映 - 出演・「クララ」役
  - 第6話『鯨岩の対決』 : 監督船床定男、脚本加藤泰・伊上勝、1962年11月11日放映 - 出演・「クララ」役
  - 第7話『地獄谷の待伏せ』 : 監督船床定男、脚本加藤泰・伊上勝、1962年11月18日放映 - 出演・「クララ」役

### 成人映画の時代
- 『女狼』 : 製作加藤英一、監督・脚本小林悟、主演間木千香子、製作朝日企画、1964年6月公開（成人映画・映倫番号 13519）
- 『挑まれた女』 : 監督宮口圭、共演左京未知子・香取環、製作・配給日本シネマ、1964年8月11日公開（成人映画・映倫番号 13666） - 主演
- 『歪んだ裸形』 : 製作浦田賢之助、監督小川欽也、原作笹沢左保、主演岡龍弘・飛鳥公子、製作創映社（浜田プロダクションとも）、配給新東宝映画、1965年1月公開（成人映画・映倫番号 13839） - 出演・「風間京子」役
- 『死ぬほど抱いて』 : 製作浄明寺太郎・小島武三、監督経堂三郎、録音山辺信雄、主演桝田邦子、製作轍プロダクション、配給関東ムービー配給社、1965年4月公開（成人映画・映倫番号 13887） - 出演・「千枝」役
- 『快楽の終焉』 : 監督佐々木一子、製作大宝映画、1965年8月公開（成人映画・映倫番号 不明） - 主演
- 『処女の反撥』[9]（『処女の反発』[4]） : 製作建部博、企画井上猛夫、監督倉本一夫、音楽吉野達弥、共演新海太郎、製作国際ビデオ、配給センチュリー映画社、1965年10月公開（成人映画・映倫番号 14144） - 主演・「山吉和枝」役
- 『色舞』 : 監督向井寛、主演内田高子、製作東京芸術映画、1965年11月公開（成人映画・映倫番号 14263）
- 『破戒女』 : 監督向井寛、主演内田高子、製作轍プロダクション、配給新東宝興業、1965年12月7日公開（成人映画・映倫番号 14234）[4]
- 『処女遍歴』 : 監督村上よし行、主演竹原あこ、製作大東映画、配給大蔵映画、1965年12月公開（成人映画・映倫番号 14301）[4]
- 『人妻の予定日』 : 製作鷲尾飛天丸、企画千葉実、監督向井寛、主演内田高子、製作オリジナル映画、配給日本シネマ、1965年12月公開[4]（1966年1月公開とも、成人映画・映倫番号 14347） - 出演、69分の上映用プリントをNFCが所蔵[5]
- 『番頭お色け日記』[4][9]（『番頭お色気日記』[6]） : 監督藤田尚、脚本池田正一、共演久保春二、製作IOFプロダクション、配給ヒロキ映画、1966年1月5日公開（成人映画・映倫番号 14361） - 主演[4]・「妙子」役
- 『女子学生が見た』 : 監督・脚本宮口圭、共同脚本木元健太、主演藤川亜紀、製作協立映画、配給大蔵映画、1966年4月26日公開（成人映画・映倫番号 14429）

### テレビドラマ
- 快獣ブースカ 第11話「ブー横丁の学習塾」（1966年、NTV / 円谷プロ / 東宝） - ヒロシの母
- 鉄道公安36号 第197話「銃声を消せ」 （1967年、東映テレビプロダクション / NET）
- レモンのような女 第3話「燕がえしのサヨコ」（1967年、国際放映 / TBS）
- マグマ大使 第51話「宇宙怪獣ゴアゴンゴン襲来す!」（1967年） - 赤ん坊の母親
- ウルトラセブン （TBS / 円谷プロ）
  - 第7話「宇宙囚人303」（1967年） - 水島夫人
  - 第44話「恐怖の超猿人」（1968年） - 民子（真山博士の助手）
- ザ・ガードマン 第151話「氷と死神」（1968年、大映テレビ / TBS）
- 怪奇大作戦 第12話「霧の童話」（1968年、円谷プロ / TBS） - 健一の母
- おゝい雲（1971年、NHK） - 吉崎夫人
- ありがとう 第2シリーズ（看護婦編） 第27話（1972年7月27日、テレパック / TBS） - 旅館の仲居
- 太陽にほえろ!（NTV / 東宝） - 野崎康江
  - 第22話「刑事の娘」（1972年）
  - 第40話「淋しがり屋の子猫ちゃん」（1973年）
  - 第59話「生命の代償」（1973年）
  - 第81話「おやじバンザイ!」（1974年）
  - 第92話「シンデレラ刑事」（1974年）
  - 第136話「生命を燃やす時」（1975年）
  - 第139話「墓穴を掘る」（1975年）
  - 第155話「家族」（1975年）
  - 第189話「人形の部屋」（1976年）
  - 第193話「二人の刑事」（1976年）
  - 第201話「にわか雨」（1976年）
  - 第207話「絶叫」（1976年）
  - 第215話「七曲署一係 その一日」（1976年）
  - 第235話「刑事の娘が嫁ぐとき」（1977年）
  - 第248話「ウェディング・ドレス」（1977年）
  - 第255話「本日多忙」（1977年）
  - 第281話「わかれ道」（1977年）
  - 第292話「一流大学」（1978年）
  - 第313話「真夏の悪夢」（1978年）
  - 第322話「誤射」（1978年）
  - 第326話「捜査」（1978年）
  - 第353話「ラスト・チャンス」（1979年）
  - 第370話「恐怖の食卓」（1979年）
  - 第382話「甘ったれ」（1979年）
  - 第411話「長さんが人を撃った」（1980年）
  - 第423話「心優しき戦士たち」（1980年）
  - 第434話「ある誘拐」（1980年）
  - 第457話「長さんが刑事を辞めたくなった」（1981年）
  - 第479話「怒りのラガー」（1981年）
- 子連れ狼 「子貸し腕貸しつかまつる」（1973年）
- 科学捜査官 第21話「灰の記憶」(1974年、KTV / 俳優座) - 遠藤の妻
- はじめまして 第6話 （1975年） - 新橋劇場の食堂係
- 夜明けの刑事 第56話「夜明けに白バラが散った!!」（1976年、TBS / 大映テレビ）
- 銭形平次 第507話「消えた証文」（1976年、東映 / CX）
- 俺たちの旅 第29話「生きるのがへたな男もいるのです」（1976年、NTV / ユニオン映画）
- 大都会シリーズ（NTV）
  - 大都会 闘いの日々 第26話「顔」（1976年）
  - 大都会 PARTII 第17話「トラック大爆走」（1977年） - 斉田夫人
  - 大都会 PARTIII 第2話「白昼のパニック」（1978年） - 村井の母
- 俺たちの朝 第15話「金欠病と女子寮とオッスのギックリ腰」（1977年、NTV / 東宝）
- 新・二人の事件簿 暁に駆ける 第28話「足長おじさんは殺人者」（1977年、大映テレビ / ABC）
- 事件㊙お料理法 第6話「死への暴走」（1977年、KTV / 宣弘社）
- 5年3組魔法組 第25話「魔女ベルバラの泥棒騒ぎ!?」（1977年、ANB / 東映 / 大広） - 主婦
- 岸辺のアルバム 第5話・第6話（1977年、TBS） - 隣の主婦
- 赤い絆 第3話「鉄格子の彼方へ」（1977年、大映テレビ / TBS）
- 大江戸捜査網（三船プロ→ヴァンフィル / 12ch→TX）
  - 第214話（第344話）「姉妹芸者涙の仇討ち」（1978年）
  - 第461話（第565話）「妖艶やわ肌刺青針」 （1982年） - おまさ
- 不毛地帯」 （1979年、MBS） - 旅館の女将
- 騎馬奉行 第5話「大川に咲いた毒の花」（1979年、KTV / 東映）
- 特捜最前線 第141話「脱走爆弾犯を見た女!」（1979年、東映 / ANB）
- 新五捕物帳
  - 第36話「黒いかわら版」（1978年）
  - 第53話「今戸の子守唄」（1979年
  - 第113話「鈴哀し夢の故郷」（1980年）
  - 第139話「おんな川」（1981年）
  - 第174話「涙の宮参り」（1982年） - 千代
- スカイライダー 第38話「来たれ城茂! 月給百万円のアリコマンド養成所」（1980年、MBS）
- 闇を斬れ 第20話「本日鬼退治にて候」（1981年、KTV） - おとよ
- 右門捕物帖 第11話「女と女の間には」（1983年、ユニオン映画 / 杉友プロ）
- 西部警察 PART-III 第1話「強行着陸!!」（1983年、ANB / 石原プロ） - 岡崎夫人
- おしん 第227話・第230話（1983年、NHK）
- 事件記者チャボ!（1983年 - 1984年） - 町子